# Persona Non Grata (2003)
Persona Non Grata is een documentaire uit 2003 die werd geproduceerd en geregisseerd door Oliver Stone voor de HBO-serie America Undercover over het conflict tussen Israël en de Palestijnen.
De documentaire bevat interviews met Ehud Barak en Benjamin Netanyahu, beiden ooit premier van Israël, met Yasser Arafat, de voormalige president van de Palestijnse Autoriteit, en met verschillende Palestijnse activisten.